# آینده انسان
آینده انسان: زمینی‌کردن مریخ، سفر میان‌ستاره‌ای، جاودانگی، سرنوشت ما در فراسوی زمین (به انگلیسی: The Future of Humanity: Terraforming Mars, Interstellar Travel, Immortality, and Our Destiny Beyond Earth) یک کتاب علمی عامه‌فهم نوشته میچیو کاکو آینده‌پژوه و فیزیکدان است که در ۲۰ فوریه ۲۰۱۸ منتشر شد. این کتاب به مدت چهار هفته در فهرست کتاب‌های پرفروش نیویورک تایمز قرار داشت.
کاکو در مورد آینده و بقای انسان بحث می‌کند و موضوعاتی مانند زمینی‌سازی مریخ و سفر میان‌ستاره‌ای را مورد بحث قرار می‌دهد. با توجه به اینکه رسیدن به نزدیکترین خورشیدها و سیاره‌های فراخورشیدی ممکن است قرن‌ها طول بکشد، کاکو مسیرهای جایگزینی را برای اطمینان از بقای بشریت، از جمله امکان مهندسی ژنتیک و انتقال خودآگاهی انسان به ماشین‌های غیر بیولوژیکی، کاوش می‌کند.
روزنامه نیویورک تایمز کاکو را بخاطر «مهارت در استخراج واژگان علمی تخیلی رایج» ستود و خاطرنشان کرد که «قدرت نوشته کاکو این است که بدانیم کدام ایده‌های علمی تخیلی ارزش دنبال کردن را دارند».